# 塩化ガリウム(III)
塩化ガリウム(III)(Gallium trichloride)は、化学式GaCl3の化合物である。固体のGaCl3は、化学式Ga2Cl6の二量体として存在する。無色で、金属ハロゲン化物としては珍しくアルカンも含め理想的には全ての溶媒に可溶である。ガリウムを含む大部分の誘導体の前駆体や有機合成の試薬となる。
ルイス酸としては、GaCl3は塩化アルミニウムよりも弱い。Ga(III)はAl(III)よりも容易に還元され、還元ガリウム化合物はアルミニウムのものよりも広範である。一方、Ga2Cl4は知られているが、Al2Cl4は知られていない。Ga(III)とFe(III)の配位は似ており、Ga(III)化合物は、Fe(III)化合物の反磁性アナログである。

## 合成
GaCl3は、塩素の気流中で金属ガリウムを加熱することで合成でき、真空下の昇華により精製される。
{\displaystyle {\ce {2Ga + 3Cl2 -> 2GaCl3}}}
また、酸化ガリウム(III)を塩化チオニルとともに加熱することでも合成できる。
{\displaystyle {\ce {Ga2O3 + 3SOCl2 -> 2GaCl3 + 3SO2}}}

## 構造
第13族元素でガリウムの上下に位置するアルミニウム(Al3)及びインジウム(InCl3)の塩化物はどちらも6配位金属原子を含む三次元構造を持つため、2つの塩素原子が架橋されガリウムが四面体状に配置された二量体の構造は特異である。格子力が強くないその構造のため、GaCl3はアルミニウム、ガリウム、インジウムの各々の三塩化物の中で最も低い融点を持つ。化学式Ga2Cl6は、しばしばGa2(μ-Cl)2Cl4とも書かれる。気相では、二量体は三角形平面上の単量体に解離する。

## 複合体
ガリウムはd殻の詰まった第13族元素で最も軽い元素である。Ar 3d10 4s2 4p1の電子配置を持ち、電子はリガンドとのd-π結合に関与する。GaCl3中のガリウム原子の酸化数は低く、電気陰性度の低さ、極性の高さと併せて、GaCl3がHSAB則での「軟らかい酸」として振る舞うことを可能としている。ガリウムハロゲン化物とリガンドの間の結合の強さは、熱心に研究されており、次のことが明らかとなっている。
- GaCl3は、ピリジン等の窒素や酸素のドナーに対し、AlCl3よりも弱いルイス酸である。
- GaCl3は、ジメチルスルフィド等のチオエーテルに対し、AlCl3よりも強いルイス酸である。

塩化物イオンをリガンドとすると、四面体型のGaCl4-イオンを形成し、6配位のGaCl63-にはならない。KGa2Cl7のような塩化物架橋アニオンを持った化合物も知られている。KClとGaCl3の溶融混合物では、以下の平衡が成立している。
{\displaystyle {\ce {2GaCl4- <=> Ga2Cl7- + Cl-}}}

## 太陽ニュートリノの検出
イタリアのグランサッソ国立研究所で太陽ニュートリノの検出を目指して行われているGALLEXやGNO実験では、110トンのGaCl3水溶液が用いられている。これらの実験では、ガリウム71(存在比40%)とニュートリノの相互作用でゲルマニウム71が生成し、ゲルマニウム71のベータ崩壊が測定される。